# المعركة الحاسمة (مسلسل)
«المعركة الحاسمة» أو بالإنجليزية (egyxos) هو مسلسل إيطالي من 26 حلقة من إنتاج دي أغوستيني النشر، ديا أطفال، بلانيتا أطفال وموزي كرتون.

## قصة المسلسل
تدور احداث المسلسل حول مخلوقات من الحضارة المصرية القديمة ذات قوى خارقة، تدخل حربًا لا تنتهي للسيطرة على مملكة «إيجكسوز».

## المعركة
المعركة تدور بين الأخوين، «كيفير» الذي يقود قوى الخير، و«إكساتون» الذي يقود قوى الشر، ويتورط في هذه الحرب ولد يدعى «ليو»، ورث قوة هائلة من الفراعنة.

## الشخصيات

### الجيش الذهبي
- كيفير
- حورس
- آبيس
- كا
- رمسيس
- هكسوس
- نيث

### الجيش الأسود
- إكساتون
- توت
- سخميت
- هاتانور
- ناكت
- كرنك
- أنوبي

## وصلات
- الموقع الرسمي.
- المعركة الحاسمة على موقع IMDb (الإنجليزية)
- المعركة الحاسمة على موقع كينوبويسك (الروسية)
- المعركة الحاسمة على موقع قاعدة بيانات الفيلم (الإنجليزية)
- صفحة المسلسل مدبلجا للعربية

رسوم مدبلجة للعربية